# 安香堯行
安香 堯行（あこう たかゆき、1855年3月2日（安政2年1月14日） - 1928年（昭和3年）1月5日）は、日本の薬学者。正五位勲四等。薬学博士。陸軍三等薬剤正。九州薬学専門学校（のち熊本薬学専門学校）長。族籍は静岡県士族。

## 人物
静岡県出身。1882年、東京大学医学部製薬学科を卒業して製薬士の称号を得た。大阪薬専、名古屋薬専の教授をつとめた。1913年5月、薬学博士の学位を授与された。1928年1月5日死去。遺族宅は東京市渋谷区渋谷。二男の愛二は厚生技師、衛生局勤務。

## 栄典
- 1924年（大正13年）2月11日 - 勲三等瑞宝章[7]